# Johann Ender
Johann Nepomuk Ender, född 1793, död 1852, var en österrikisk konstnär.
Ender tillhörde en känd målarfamilj, och hans tvillingbror Thomas Ender var landskapsmålare och lärare vid konstakademin i Wien. Själv var han också lärare vid konstakademin i Wien, men verkade främst som historie- och porträttmålare.
Sonen Eduard Ender (död 1883) ägnade sig främst åt historiemåleri.